# 巴生中华独立中学
巴生中华独立中学（英語：Chung Hua Independent High School，馬來語：，简称巴生中华独中，是马来西亚巴生的一所华文独立中学。由林亨仕、杨古杰、吴彩玉等人创办，是巴生滨海第一所学校，以华语为主要教学媒介语。

## 学校建筑
- 教学大楼：1987年展开第一期新校舍工程，1989年展开第二期新校舍工程，1990年正式落成。教学楼分别由5座大楼组成，每座共五层楼高。
- 综合大楼：2011年展开建校工程，2013年进行大楼封顶仪式，并于2016年105周年校庆正式启用。[1]

## 历史
- 1912年9月，35名发起人于巴生华商公所召开会议，筹办中华学堂。11月1日，借用巴生福建公所为校舍上课。
- 1938年，全体师生迁入新落成校舍上课。同年，开办初中部，并改名为“中华中小学”。
- 1945年，日军战败投降，巴生中华中学、巴生中华女校及巴生共和学校，于11月19日同时开学。
- 1949年，增办高中部，同时增设图书馆、科学馆等设备。
- 1957年，巴生中华中学董事部议决小学部接受为全部津贴，另组董事会及增聘小学校长，从此中小学各自为政。
- 1961年，巴生中华中学召开赞助人大会，决定接受改制。
- 1980年，巴生中华独中成为完整中学。[2]

## 外部連結
- 巴生中华独立中学官方网站 （页面存档备份，存于）